# Reșetîlivka
Reșetîlivka (în ucraineană Решетилівка) este așezarea de tip urban de reședință a raionului Reșetîlivka din regiunea Poltava, Ucraina. În afara localității principale, mai cuprinde și satele Bilokoni, Cerneșcîna, Hanji, Horuji, Kolotii, Prokopivka, Seni, Șkurupiivka și Sliusari.

## Demografie
Componența lingvistică a așezării de tip urban Reșetîlivka
     Ucraineană (96,7%)
     Rusă (2,77%)
     Alte limbi (0,22%)
Conform recensământului din 2001, majoritatea populației așezării de tip urban Reșetîlivka era vorbitoare de ucraineană (96,7%), existând în minoritate și vorbitori de rusă (2,77%).